# 郡山町 (鹿児島県)
郡山町（こおりやまちょう）は、鹿児島県日置郡にあった町。
1889年（明治22年）に町村制が施行されたのに伴い郡山郷（外城）の区域を以て郡山村として発足。1956年9月30日に下伊集院村大字有屋田及び大字嶽を編入し、同時に町制施行。2004年11月1日、鹿児島市に編入され、自治体としては消滅した。

## 地理
薩摩半島の中部に位置しており、町の中央部を北部にある甲突池を源流とする甲突川、西部を神之川、東部を川田川（甲突川支流）が流れ、流域に集落をそれぞれ形成している。
また北部は山岳地帯となっており、八重山をはじめとする500m級の山々が連なっている。

### 大字
郡山町は2004年の鹿児島市編入の際には郡山、西俣、東俣、川田、油須木、厚地、有屋田、嶽の8大字から構成されていた。そのうち有屋田及び嶽の区域は1956年に下伊集院村の一部から分割された区域にあたる。
これらは現在の鹿児島市郡山町・西俣町・東俣町・川田町・油須木町・花尾町（旧大字厚地）・有屋田町・郡山岳町（旧大字嶽）にあたる。

## 歴史
- 1889年4月1日 - 町村制施行に伴い、日置郡郡山村・西俣村・東俣村・川田村・油須木村・厚地村の区域より郡山村として成立[1]。
- 1954年3月14日 - 「市町村合併に関する賛否投票」で、有効投票の87％が鹿児島市との合併に賛成[7]。
- 1954年3月15日 - 臨時村議会に於いて満場一致で鹿児島市への編入を議決[7]。
- 1954年3月16日 - 村長及び正副議長、正副市合併特別委員長が、鹿児島市長及び同市議会議長に編入申し入れ[7]。
- 1956年9月30日 - 下伊集院村の一部（有屋田・嶽）を編入し、町制施行し、郡山町となる[4]。
- 2002年12月11日 - 町議会に於いて鹿児島地区合併協議会設置議案を全会一致で可決。
- 2003年1月24日 - 鹿児島地区合併協議会設置[8]。
- 2004年11月1日 - 鹿児島郡吉田町・桜島町、日置郡松元町、揖宿郡喜入町と共に鹿児島市に編入され廃止[5]。

## 学校

### 高等学校

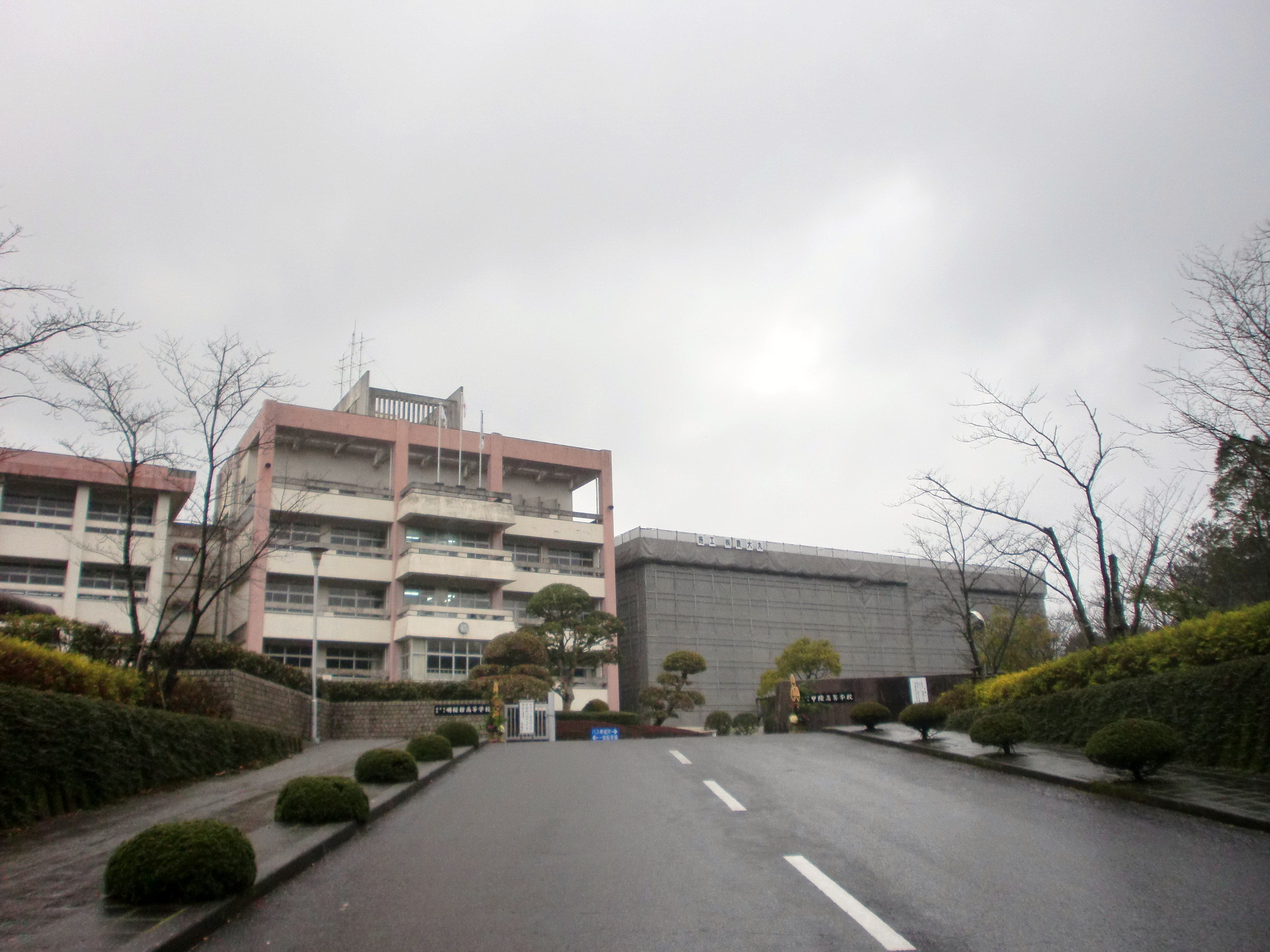
鹿児島県立甲陵高等学校

### 中学校

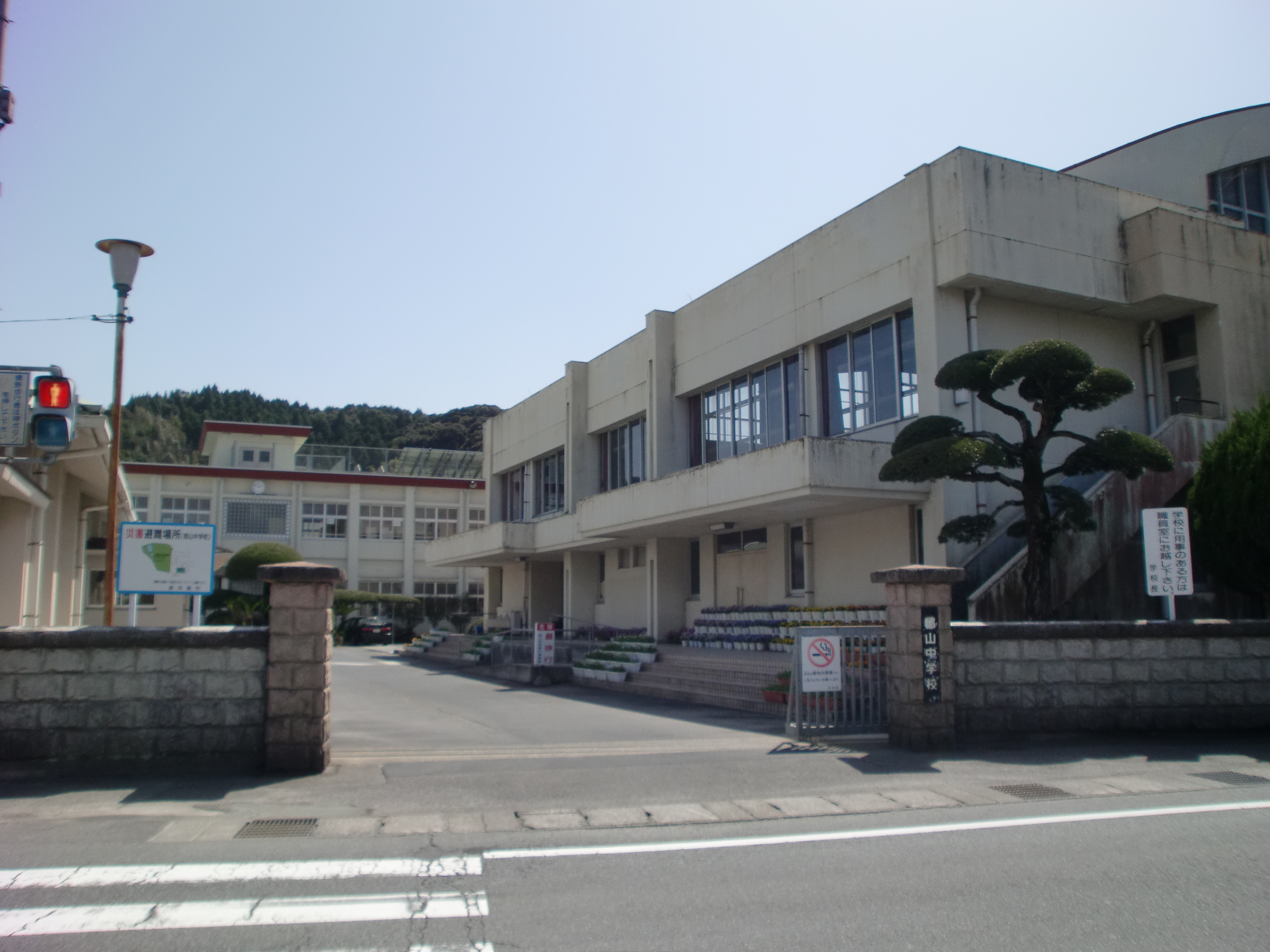
郡山町立郡山中学校

### 小学校
太字の学校は標準服がある。

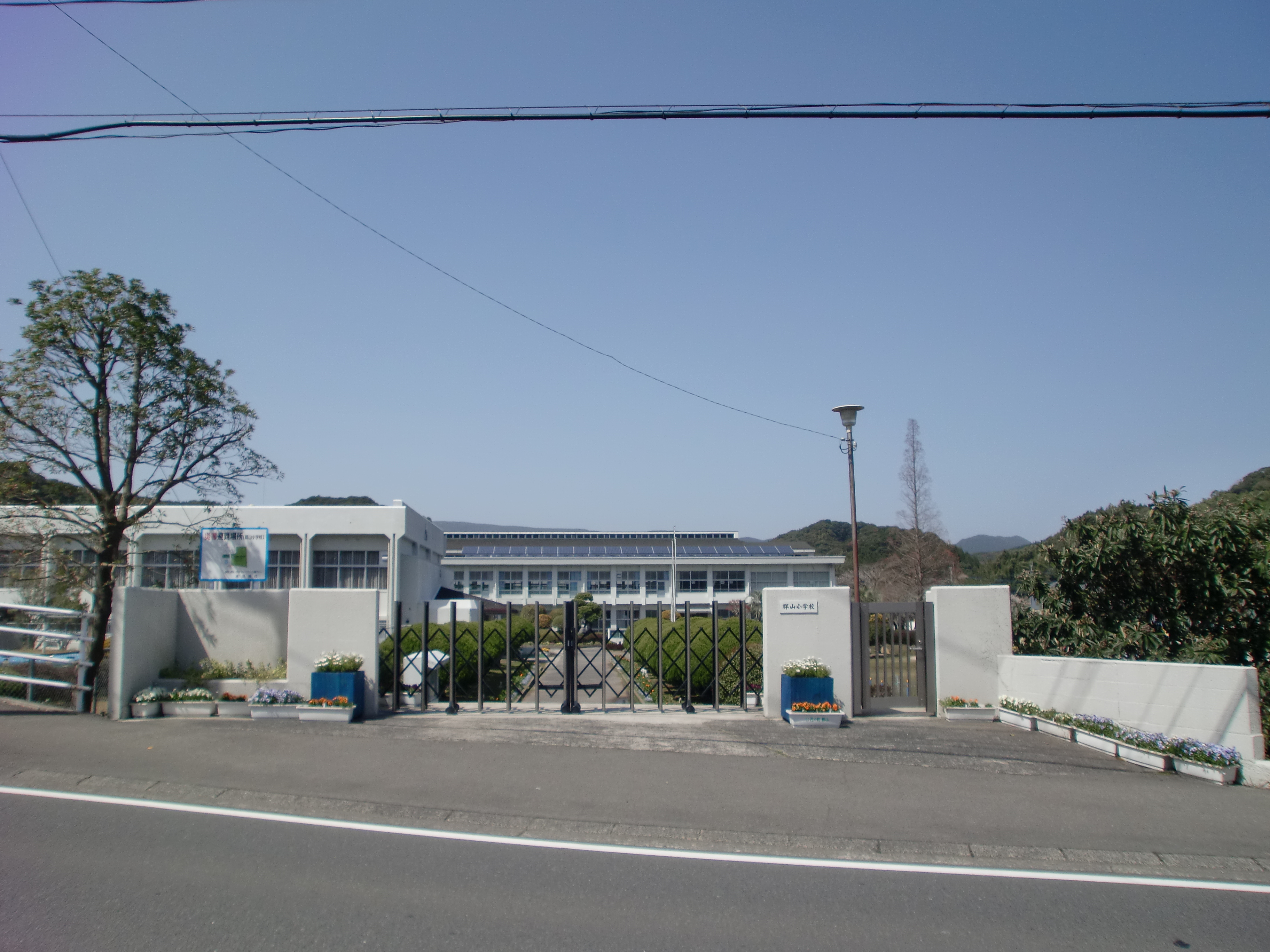
郡山町立郡山小学校
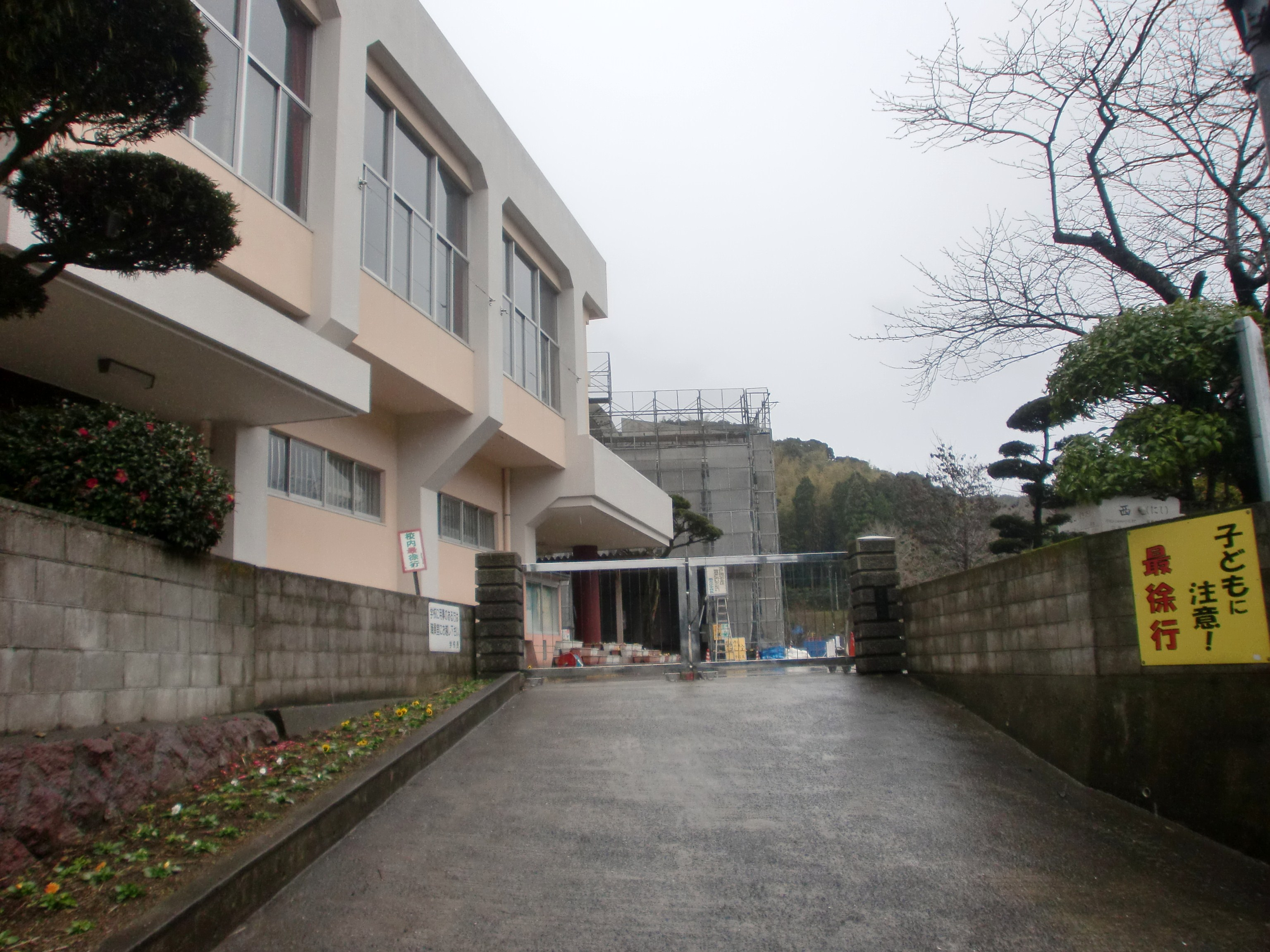
郡山町立南方小学校
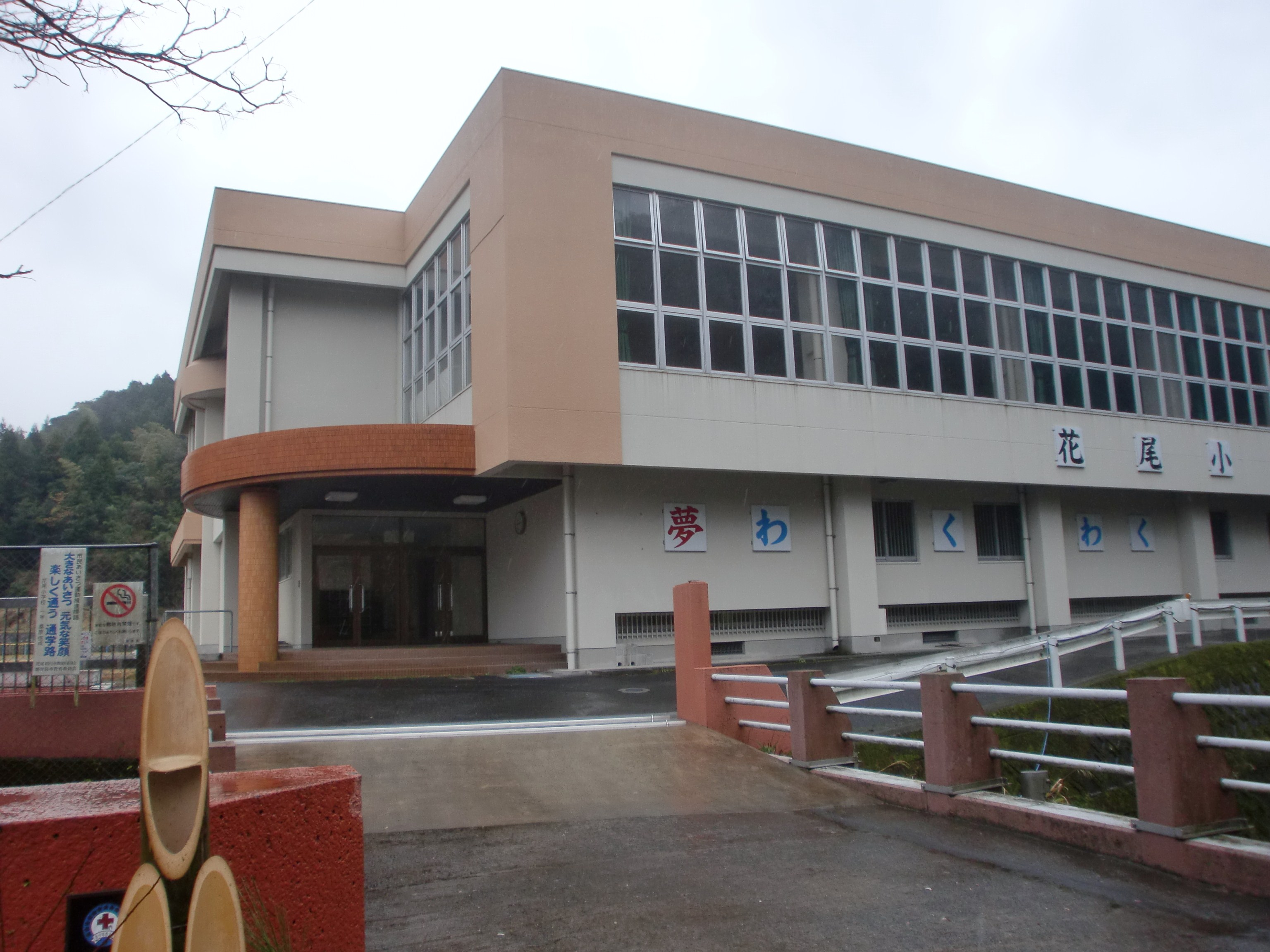
郡山町立花尾小学校

## 交通

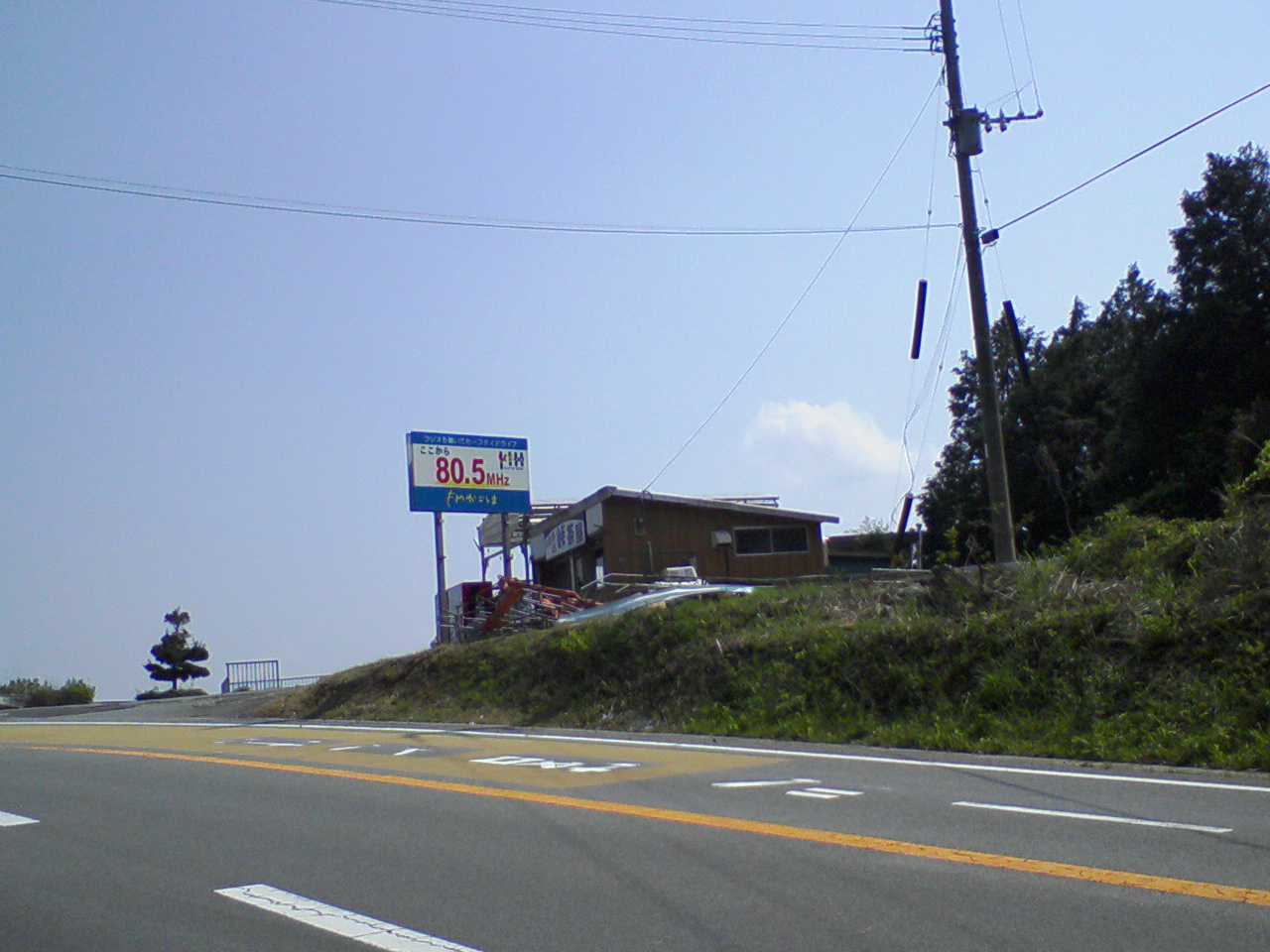
入来峠

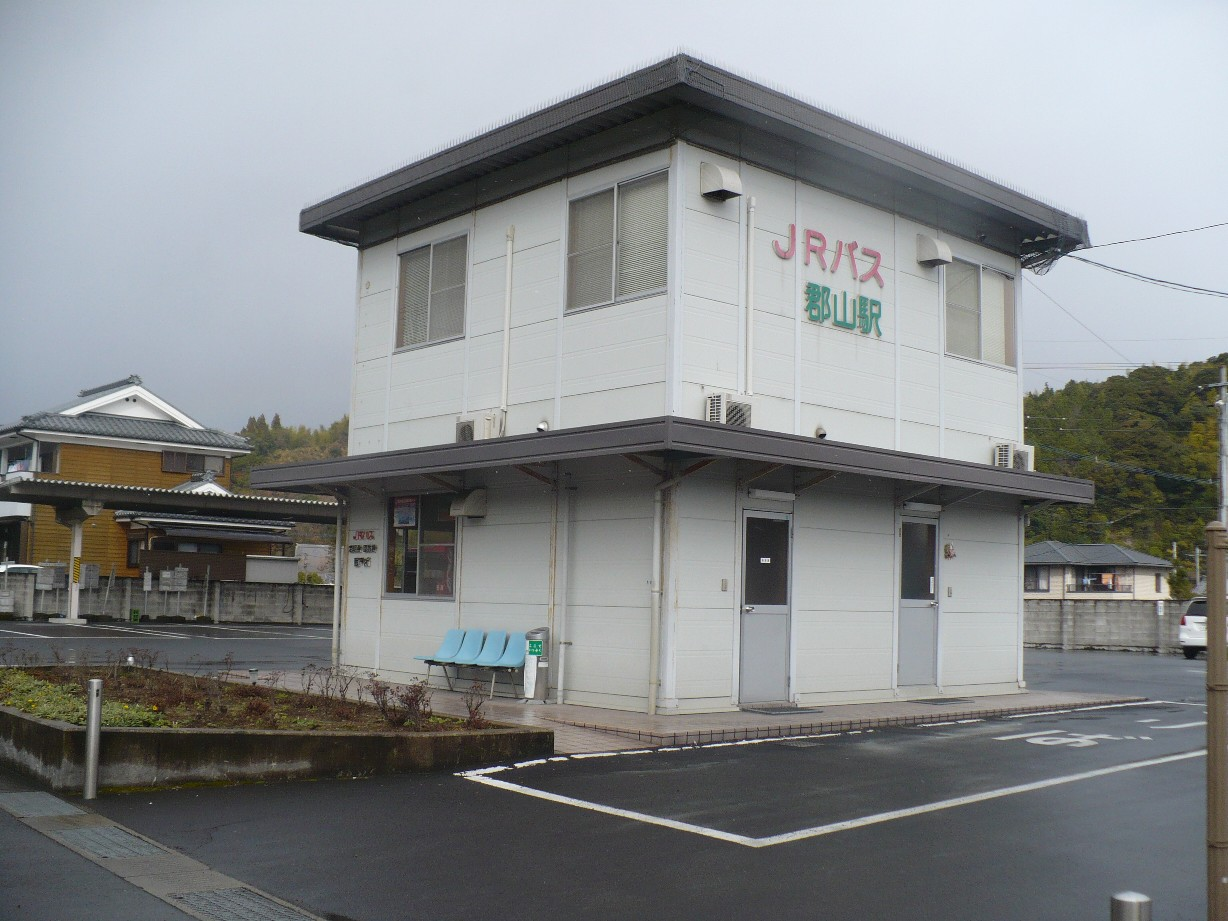
薩摩郡山駅（自動車駅）

### 道路
国道
- 国道328号

主要地方道
- 鹿児島県道36号川内郡山線
- 鹿児島県道40号伊集院蒲生溝辺線

一般県道
- 鹿児島県道211号小山田川田蒲生線
- 鹿児島県道309号山田湯之元停車場線

### 路線バス
- JR九州バス北薩線：鹿児島駅 - 鹿児島中央駅 - 薩摩郡山駅 - 入来 - 宮之城
- 林田バス（現・鹿児島交通）：鹿児島 - 郡山
- 郡山元気バス - JR九州バス運行

## 名所・旧跡
- 花尾神社
- 川田堂園供養塔群
- 八重山公園
- 八重山甲突池
- 郡山温泉郷